# XIV Premis Goya
La XIVa edició dels Premis Goya (oficialment en castellà: Premios Anuales de la Academia "Goya") va tenir lloc a L'Auditori de Barcelona el 29 de gener del 2000 i fa referència a aquelles produccions realitzades el 1999. Aquesta ha estat la primera i única vegada que una gala dels Premis Goya s'ha realitzat fora de Madrid.
La presentació de la gala va anar a càrrec de l'actriu Antonia San Juan i fou dirigida per la directora catalana Rosa Vergés. Fou retransmesa per TVE, qui va adquirir els drets de la seva transmissió fins 2003.
La gran guanyadora de la nit fou Todo sobre mi madre de Pedro Almodóvar, que aconseguí guanyar 7 premis Goya de 14 nominacions, entre ells millor pel·lícula, director i actriu. Solas de Benito Zambrano fou la sorpresa de l'any a l'aconseguir 5 premis d'11 nominacions, entre ells el de millor guió original, actriu secundària, director novell, i actor i actriu novells. Entre les més nominades Goya en Burdeos de Carlos Saura aconseguí 5 premis de les 10 nominacions que tingué, la majoria d'elles tècniques però que li permeté a Francisco Rabal aconseguir l'únic Goya de la seva carrera; i La lengua de las mariposas de José Luis Cuerda, que partia amb 13 nominacions únicament aconseguí la de millor guió adaptat, però la perdedora de la nit fou Cuando vuelvas a mi lado de Gracia Querejeta, que amb 7 nominacions no aconseguí cap estatueta.
Per la seva banda l'actriu Sílvia Munt aconseguí el seu segon Goya gràcies al premi aconseguit pel seu documental Lalia.

## Nominats i guanyadors
| Millor pel·lícula | Millor director |
| --- | --- |
| - Todo sobre mi madre - Cuando vuelvas a mi lado - La lengua de las mariposas - Solas | - Pedro Almodóvar per Todo sobre mi madre - José Luis Cuerda per La lengua de las mariposas - Gracia Querejeta per Cuando vuelvas a mi lado - Benito Zambrano per Solas |
| Millor actor | Millor actriu |
| - Francisco Rabal per Goya en Burdeos - Fernando Fernán Gómez per La lengua de las mariposas - Jordi Mollà per Segunda piel - Josep Maria Pou per Amic/Amat | - Cecilia Roth per Todo sobre mi madre - Ariadna Gil per Lágrimas negras - Carmen Maura per Lisboa - Mercedes Sampietro per Cuando vuelvas a mi lado |
| Millor actor secundari | Millor actriu secundària |
| - Juan Diego per París-Tombuctú - Álex Angulo per Muertos de risa - José Coronado per Goya en Burdeos - Mario Gas per Amic/Amat | - María Galiana per Solas - Adriana Ozores per Cuando vuelvas a mi lado - Candela Peña per Todo sobre mi madre - Julieta Serrano per Cuando vuelvas a mi lado |
| Millor guió original | Millor guió adaptat |
| - Benito Zambrano per Solas - Gracia Querejeta, Elías Querejeta i Manuel Gutiérrez Aragón per Cuando vuelvas a mi lado - Icíar Bollaín i Julio Llamazares per Flores de otro mundo - Pedro Almodóvar per Todo sobre mi madre                                                                                          | - Rafael Azcona per La lengua de las mariposas - Josep Maria Benet i Jornet per Amic/Amat - Paz Alicia Garciadiego per El coronel no tiene quien le escriba - Miguel Albaladejo i Elvira Lindo per Manolito Gafotas |
| Millor director novell | Millor direcció de producció |
| - Benito Zambrano per Solas - Miguel Bardem per La mujer más fea del mundo - Mateo Gil per Nadie conoce a nadie - Maria Ripoll per Lluvia en los zapatos | - Esther García per Todo sobre mi madre - Carmen Martínez per Goya en Burdeos - Emiliano Otegui Piedra per La lengua de las mariposas - Eduardo Santana Nombela per Solas |
| Millor actor revelació | Millor actriu revelació |
| - Carlos Álvarez-Nóvoa per Solas - Eduard Fernández per Los lobos de Washington - Manuel Lozano per La lengua de las mariposas - Luis Tosar per Flores de otro mundo | - Ana Fernández per Solas - Silvia Abascal per La fuente amarilla - María Botto per Celos - Antonia San Juan per Todo sobre mi madre |
| Millor pel·lícula hispanoamericana | Millor pel·lícula europea |
| - La vida es silbar de Fernando Pérez Valdés ( Cuba) - Del olvido al no me acuerdo de Juan Carlos Rulfo ( Mèxic) - Golpe de estadio de Sergio Cabrera ( Colòmbia) - Mundo grúa de Pablo Trapero ( Argentina) | - La vida és bella de Roberto Benigni ( Itàlia) - Ça commence aujourd'hui de Bertrand Tavernier ( França) - El sopar dels idiotes de Francis Veber ( França) - Gat negre, gat blanc de Emir Kusturica ( França/ Alemanya)                                                                                                 |
| Millor fotografia | Millor muntatge |
| - Vittorio Storaro per Goya en Burdeos - Javier G. Salmones per La lengua de las mariposas - Affonso Beato per Todo sobre mi madre - Paco Femenía per Volavérunt | - José Salcedo per Todo sobre mi madre - Julia Juániz per Goya en Burdeos - Nacho Ruiz Capillas per La lengua de las mariposas - Fernando Pardo per Solas |
| Millor direcció artística | Millor vestuari |
| - Pierre-Louis Thévenet per Goya en Burdeos - Josep Rosell per La lengua de las mariposas - Antxón Gómez per Todo sobre mi madre - Luis Vallés per Volavérunt | - Pedro Moreno per Goya en Burdeos - Sonia Grande per La lengua de las mariposas - José María de Cossío i Sabine Daigeler per Todo sobre mi madre - Franca Squarciapino per Volavérunt |
| Millor so | Millor música |
| - Miguel Rejas, José Antonio Bermúdez i Diego Garrido per Todo sobre mi madre - Carlos Faruolo, Alfonso Pino, Alfonso Raposo i Jaime Fernández per Goya en Burdeos - Daniel Goldstein, Ricardo Steinberg i Patrick Ghislain per La lengua de las mariposas - Jorge Marín, Patrick Ghislain i Carlos Faruolo per Solas | - Alberto Iglesias per Todo sobre mi madre - Ángel Illarramendi per Cuando vuelvas a mi lado - Alejandro Amenábar per La lengua de las mariposas - Antonio Meliveo per Solas |
| Millor maquillatge | Millors efectes especials |
| - José Quetglas, Susana Sánchez i Blanca Sánchez per Goya en Burdeos - Ana López Puigcerver i Teresa Rabal per La lengua de las mariposas - Jean-Jacques Puchu per Todo sobre mi madre - Lourdes Briones, Paillette, Manolo Carretero i Annie Marandin per Volavérunt                                                 | - Raúl Romanillos, Manuel Horrillo i José Núñez per Nadie conoce a nadie - Reyes Abades i Fabrizio Storaro per Goya en Burdeos - Reyes Abades, Hipólito Cantero i Josep Maria Aragonès i Gaya per La ciudad de los prodigios - Alejandro Álvarez, José Álvarez, David Martí i Reyes Abades per La mujer más fea del mundo |
| Millor curtmetratge de ficció | Millor curtmetratge documental |
| - Siete cafés por semana de Juana Macías Alba - Back Room de Guillem Morales - Lencería de ocasión de Teresa Marcos - Obsesión de Carlos Esteban - Paraíso perdido de Jaime Marqués Olarreaga | - Lalia de Sílvia Munt - El olvido de la memoria d'Iñaki Elizalde - Positivo de Pilar García Elegido |
| Millor pel·lícula d'animació | Millor curtmetratge d'animació |
| - Goomer de José Luis Feito i Carlos Varela | - Los girasoles de Manuel Lagares i José Lagares - Animal de Miguel Díez Lasangre - Podría ser peor de Damián Perea Lezcano - Smoke City d'Eduardo Martín i Mario Terradas - William Wilson de Jorge Dayas |
| Goya d'honor | |
| - Antonio Isasi-Isasmendi (director, productor i guionista) | |